# La internacional / La segunda declaración de La Habana
«La internacional / La segunda declaración de La Habana» es un sencillo de la afamada agrupación chilena Quilapayún, lanzado en Chile en 1971 bajo el sello Dicap. La canción del lado A, «La Internacional», corresponde a una famosa canción del movimiento obrero, escrita por el revolucionario francés Eugène Pottier en 1871, y musicalizada por el belga Pierre Degeyter en 1888. El lado B, por su parte, corresponde a un tema aparecido en el álbum de la banda Vivir como él, lanzado el mismo año, bajo el nombre «Segunda declaración de La Habana» y por el mismo sello discográfico.

## Lista de canciones
| Lado A |                    |                |                 |          |  |
| N.º    | Título             | Letras         | Música          | Duración |  |
| 1.     | «La Internacional» | Eugène Pottier | Pierre Degeyter |          |  |

| Lado B |                                    |                 |            |          |  |
| N.º    | Título                             | Letras          | Música     | Duración |  |
| 2.     | «Segunda declaración de La Habana» | Isidora Aguirre | Luis Advis |          |  |